# یافت‌پذیری
در فرهنگ معماری اطلاعات، یافت‌پذیری (به انگلیسی: Findability) شاخصه‌ای است که قابلیت یافتن یک موضوع یا شی خاص را بیان می‌کند. به عبارت دیگر، یافت‌پذیری، کیفیتی است که قابلیت یافته‌شدن و مکان‌یابی را نشان می‌دهد.
هرگاه جستجو و یافتن یک چیز، آسان باشد، گویند که یافت‌پذیر (Findable) است. محصولی که یافت‌پذیر باشد، راحت‌تر پیدا می‌شود و در نتیجه، بخت بیشتری برای خریدن آن توسط مشتری وجود دارد.
یافت‌پذیری مستلزم تعریف، تفکیک، و تفاوت است. یافت‌پذیری هر موضوع یا هر شی خاص، تحت تأثیر خصوصیات آن است. در محیط فیزیکی، خصوصیاتی چون اندازه، شکل، رنگ، و موقعیت، موجب تفکیک‌شدن اشیاء می‌شوند. در محیط مجازی (مانند اینترنت)، از کلمات برای ایجاد تمایز استفاده می‌شود (مانند برچسب‌ها، عناوین پیوندها، و کلمات کلیدی).

## اهمیت یافت‌پذیری در وب‌سایت‌ها

سامانه‌های اطلاع‌رسانی - همچون وب‌سایت‌ها - باید به گونه‌ای طراحی شوند که توانایی مردم در پیداکردن اطلاعات را افزایش دهند.
یافت‌پذیری، مقدم بر کاربردپذیری است؛ اگر کاربر نتواند آنچه را که به دنبال آن است بیابد، هرگز فرصت استفاده از آن را نخواهد داشت. به علاوه، اگر یافت‌پذیری محقق شود، کاربردپذیری هم بهبود می‌یابد؛ چرا که مردم می‌توانند به سرعت و سهولت به آنچه که نیاز دارند، دست یابند.

## تفاوت محتوای یافت‌پذیر با محتوای بهینه‌شده برای جویشگرها
بهینه‌سازی محتوا برای موتورهای جستجو، وظیفهٔ هدایت کاربران از طریق جویگشرها به وب‌سایت را بر عهده دارد. اما وظیفهٔ یافت‌پذیری، با بازدید کاربران از وب‌سایت آغاز می‌شود؛ یافت‌پذیری می‌کوشد به مردم این امکان را بدهد تا در هنگام گردش در وب‌سایت، به اطلاعاتی که نیاز دارند دست یابند. به عبارت دیگر، هدف از بهینه‌سازی برای جویشگرها، جذب بازدیدکننده است. در حالی که یافت‌پذیری می‌کوشد با در اختیارگذاشتن محتوای مورد نیاز کاربر، او را از بازدیدکننده به مشتری تبدیل کند.